# Scott Sheppard
| Odkryte planetoidy: 29  | Odkryte planetoidy: 29 |
| ----------------------- | ---------------------- |
| (79978) 1999 CC158      | 15 lutego 1999         |
| (131695) 2001 XS254     | 9 grudnia 2001         |
| (131696) 2001 XT254     | 9 grudnia 2001         |
| (131697) 2001 XH255     | 11 grudnia 2001        |
| (148975) 2001 XA255     | 9 grudnia 2001         |
| (168700) 2000 GE147     | 2 kwietnia 2000        |
| (200840) 2001 XN254     | 9 grudnia 2001         |
| (341520) Mors-Somnus    | 14 października 2007   |
| (385571) Otrera         | 16 października 2004   |
| (385695) Clete          | 8 października 2005    |
| (469420) 2001 XP254     | 10 grudnia 2001        |
| (469421) 2001 XD255     | 9 grudnia 2001         |
| (471143) Dziewanna      | 13 marca 2010          |
| (471165) 2010 HE79      | 21 kwietnia 2010       |
| (471921) 2013 FC28      | 17 marca 2013          |
| (508792) 2000 FX53      | 31 marca 2000          |
| (523671) 2013 FZ27      | 16 marca 2013          |
| (523672) 2013 FJ28      | 16 marca 2013          |
| (523693) 2014 FT71      | 24 marca 2014          |
| (524365) 2001 XQ254     | 10 grudnia 2001        |
| (524366) 2001 XR254     | 10 grudnia 2001        |
| (532037) Chiminigagua   | 17 marca 2013          |
| (532038) 2013 FB28      | 17 marca 2013          |
| (541132) Leleākūhonua   | 13 października 2015   |
| (547375) 2010 PC88      | 3 listopada 2013       |
| (560552) 2015 GO50      | 13 kwietnia 2015       |
| (578834) 2014 GF54      | 8 maja 2013            |
| (612204) 2000 WB187     | 26 listopada 2000      |
| (613100) 2005 TN74      | 8 października 2005    |
| 1. 2. 3. 4. 5. 6. 7. 8. |                        |

Scott Sander Sheppard (ur. 1977) – amerykański astronom. Gdy był doktorantem na Uniwersytecie Hawajskim, pod jego przewodnictwem odkryto wiele księżyców, głównie Jowisza i Saturna. Współpracując z Davidem Jewittem, Chadem Trujillo i innymi astronomami odkrył 25 planetoid, kolejne 4 odkrył samodzielnie. Odkrył także i współodkrył kilka komet. Obecnie pracuje w Departamencie Magnetyzmu Ziemskiego Carnegie Institution of Washington.
W uznaniu jego pracy jedną z planetoid nazwano (17898) Scottsheppard.

## Odkryte księżyce
Jowisz
- Temisto (2000), najpierw odkryty przez Charlesa Kowala w 1975, lecz zagubiony
- Harpalyke (2000)
- Praxidike (2000)
- Chaldene (2000)
- Isonoe (2000)
- Erinome (2000)
- Taygete (2000)
- Kalyke (2000)
- Megaclite (2000)
- Jokasta (2000)
- Euporie (2001)
- Orthosie (2001)
- Euanthe (2001)
- Thyone (2001)
- Hermippe (2001)
- Pasithee (2001)
- Aitne (2001)
- Eurydome (2001)
- Autonoe (2001)
- Sponde (2001)
- Kale (2001)
- Arche (2002)
- Eukelade (2003)
- Helike (2003)
- Aoede (2003)
- Hegemone (2003)
- Kallichore (2003)
- Cyllene (2003)
- Mneme (2003)
- Thelxinoe (2003)
- Karpo (2003)
- Kore (2003)
- S/2011 J 1 (2011)
- S/2011 J 2 (2011)

Saturn
- Narvi (2003)
- Fornjot (2004)
- Farbauti (2004)
- Aegir (2004)
- Bebhionn (2004)
- Hati (2004)
- Bergelmir (2004)
- Fenrir (2004)
- Bestla (2004)
- Hyrokkin (2004)
- Kari (2004)
- Loge (2006)
- Surtur (2006)
- Skoll (2006)
- Greip (2006)
- Jarnsaksa (2006)
- Tarkek (2007)

Uran
- Margaret (2003)

Neptun
- Psamathe (2003)